# Matías González
Matías González (ur. 6 sierpnia 1925, zm. 12 maja 1984) – urugwajski piłkarz, obrońca. Mistrz świata z roku 1950.
W reprezentacji Urugwaju w latach 1949–1956 rozegrał 31 spotkań. Podczas MŚ 50 zagrał we wszystkich czterech meczach Urugwaju i miał pewne miejsce na środku defensywy. Brał udział w kilku edycjach Copa América (1949, 1953, 1955).
Przez wiele sezonów był zawodnikiem CA Cerro.